# Йозеф Палечек (співак)
Йозеф Палечек ((Йосип Йосипович Палечек, чеськ. Josef Paleček; 6 [18] вересня 1842, Єстршабі Лгота, Богемське королівство — 11 [24] лютого 1915, Петроград) — чеський, російський оперний співак (бас-кантанте), театральний режисер і педагог.
Народився в чеській родині вчителя. Закінчивши органну школу в Празі, працював учителем в одній з празьких жіночих шкіл. Пізніше навчався співу у професора Ф. Тіводі, співав у церковному хорі, в оперному хорі Тимчасового театру (Прага), виступав також в драматичних спектаклях. З 1864 року, успішно дебютувавши в ролі Зарастро в «Чарівній флейті» Моцарта, став провідним солістом Тимчасового театру, де до 1869 року виступив у 55 партіях.
У 1869 році співав в Італійській опері в Москві, виступав в концертах разом зі співачкою Г. Роубаловою і скрипалем Ф. Лаубом.
У 1870 році, дебютувавши на запрошення М. О. Балакірєва в партії Мефістофеля («Фауст» Ш. Гуно), став солістом Маріїнського театру. З 1882 року, залишивши сцену, працював там же репетитором вокалістів, керівником хору, а також учителем сцени (в числі його учнів зі сценічної майстерності — І. О. Алчевський, Н. О. Асатурова, М. Л. Генджян, Г. І. Крістман, Е. І. Крістман, А. М. Лабінський, А. І. Маклецкая, Г. О. Морський, С. І. Преображенський, М. М. Резунов, І. С. Томарс, М. В. Унковський, В. С. Харитонова, В. С. Шаронов). У лютому 1899 року виступив у комічній опері «Продана наречена» в Петербурзькому музично-драматичному гуртку любителів. У 1900—1915 роках — режисер театру.
З 1884 року викладав у музичній школі К. Даннемана і Н. Кривошеїна, з 1888 (на запрошення А. Г. Рубінштейна) — в Петербурзькій консерваторії, де завідував оперним класом (з 1912 року — професор), поставив кілька оперних вистав. У 1909 році організував оперний театр для молодих співаків. З 1913 року викладав також в Загальнодоступних музичних класах Педагогічного музею (Соляне містечко); ввів в навчальну програму уривки з «Бориса Годунова» М. П. Мусоргського, «Псковитянка» М. А. Римського-Корсакова.
Автор оперних лібрето (в тому числі спільно з Є. П. Пономарьовим — «Франческа да Ріміні» Е. Ф. Направника).